# Селянка (Волгоградская область)
Селянка (нем. Frankreich) — хутор в Палласовском районе Волгоградской области, в составе Ромашковского сельского поселения.
Основан в 1861 году как немецкая колония Франкрейх.
Население — 40 (2010)

## История
Основан в 1861 году выходцами из Усть-Кулалинки (Галка), Щербаковки (Мюльберг) и Буйдакова Буерака (Шваб). До октября 1918 года — волостное село Ромашской волости, до 1914 года — немецкая колония Торгунской волости Новоузенского уезда Самарской губернии.
По сведениям Самарского губернского статистического комитета за 1910 год в селе Франкрейх считалось 117 дворов с числом жителей 534 мужского пола и 498 — женского, всего — 1032 души обоего пола поселян-собственников, немцев, лютеран. Количество надельной земли удобной показано 3223 десятин, неудобной — 3530 десятины. Село имело молитвенный дом, земскую школу, 1 маслобойню, 3 ветряных мельницы.
После образования в 1918 году трудовой коммуны (автономной области) немцев Поволжья село Франкрейх входило сначала в Торгунский район Ровенского уезда (до ликвидации уездов в 1921 г.); 15 мая 1921 года декретом ВЦИК РСФСР Торгунский район был переименован в Палласовский район, а в 1922 года преобразован в Палласовский кантон, к которому село относилось вплоть до ликвидации АССР немцев Поволжья в 1941 году. В советский период село Франкрейх являлось административным центром Франкрейхского сельского совета.
Село пережило голод 1921-22 годов: в 1921 году родились 56 человек, умерли — 62. В 1926 году имелись сельсовет, кооперативная лавка, сельскохозяйственное кредитное товарищество, начальная и средняя школа, изба-читальня. В 1930-е годы организован колхоз «Франкрейх».
До 1927 года село имело два названия: неофициальное немецкое Франкрейх и официальное русское — Солянка. В 1927 году постановлением ВЦИК «Об изменениях в административном делении Автономной С.С.Р. Немцев Поволжья и о присвоении немецким селениям прежних наименований, существовавших до 1914 года» селу Солянка Палласовского кантона присвоено название Франкрейх.
28 августа 1941 года был издан Указ Президиума ВС СССР о переселении немцев, проживающих в районах Поволжья, немецкое население депортировано. 7 сентября 1941 года село Франкрейх, как и другие населённые пункты Палласовского кантона, вошло в состав Сталинградской области. Указом Президиума Верховного Совета РСФСР от 04 апреля 1942 года № 620/34 село Штрасбург было переименовано в село Селянка

## Физико-географическая характеристика
Хутор расположен в северо-западной части Палласовского района, на северной периферии Прикаспийской низменности, на высоте 29 метров над уровнем моря. Рельеф местности равнинный. В небольшой балке близ посёлка (относится к бассейну реки Солянка (приток Торгуна)) имеются пруды. В окрестностях хутора распространены: солонцы луговатые (полугидроморфные), почвы лугово-каштановые и светло-каштановые солонцеватые и солончаковые
По автомобильным дорогам расстояние до административного центра сельского поселения посёлка Ромашки составляет 12 км, до районного центра города Палласовка — 34 км.
Часовой пояс
Селянка, как и вся Волгоградская область, находится в часовой зоне МСК (московское время). Смещение применяемого времени относительно UTC составляет +3:00.

## Население
Динамика численности населения по годам:
| Численность населения | Численность населения | Численность населения | Численность населения | Численность населения | Численность населения | Численность населения | Численность населения | Численность населения | Численность населения | Численность населения |
| 1889                  | 1897                  | 1904                  | 1910                  | 1920                  | 1922                  | 1926                  | 1931                  | 1987                  | 2002                  | 2010                  |
| --------------------- | --------------------- | --------------------- | --------------------- | --------------------- | --------------------- | --------------------- | --------------------- | --------------------- | --------------------- | --------------------- |
| 544                   | 749                   | 896                   | 1032                  | 1294                  | 1367                  | 1081                  | 1951                  | ≈130                  | 119                   | 40                    |